# 가네코 슈스케
가네코 슈스케(일본어:  金子修介, 1955년 6월 8일 ~ )는 일본의 영화 감독이다.

## 약력
- 도쿄도 시부야구 출신. 도쿄 도립 미타고등학교, 도쿄 가쿠게이 대학 교육학부 졸업. 대학 졸업 후 초등학교 교사 · 국어교육학의 교사 자격증을 취득했다.
- 카네코의 아버지는 미국은 베트남에서 빨리 손을 떼어야 한다고 주장한 반전운동가 "카네코 토쿠요시", 어머니는 기리에 작가였던 "카네코 시즈에", 동생 "카네코 지로"도 극작가로 활동하고 있다.
- 초등학교 시절부터 이시노모리 쇼타로의 《만화가 입문》을 모델로 만화를 그려 중학교 3학년 때에는 잡지 [COM]에 개시했다. 1971년 고등학교에 입학한 때부터는 8mm 독립 영화 제작을 제작한 청년 영화가였다.
- 도쿄학예대학에서는 영상예술연구회에 소속해,(애니메이터 오시이 마모루의 직속 선배이기도 함) 독립 영화의 제작 소식을 싣는 신문을 발행하여 제작 자금을 모으고, 코미디 영화를 촬영했다.
- 대학을 졸업한 후, 1978년 영화사 닛카츠에 입사했다. 1981년 닛카츠 로망 포르노의 조감독을 맡았고, 오시이 마모루가 다루고 있던 《우루우시야츠라》 TV 시리즈판 제3화의 각본을 맡으며 상업 시장에 데뷔했다. 로망 포르노에서 각본가와 조감독을 겸하며 몇개의 작품을 집필 한 후, 1984년 영화 《우노 고이치로의 젖은 스윙》으로 상업 영화에 데뷔했다. 같은 해, 6월에 닛카츠와 계약 만료되어, 1985년에 뉴 센추리 프로듀서로 이적했고, 현재는 프리랜서로 영화 제작을 하고 있다.

## 감독 작품

### 영화
- 《우노 고이치로의 젖은 스윙》 (1984년) - 감독 데뷔작품
- 《OL 백합 족 19세》 (1984년)
- 《이브 짱의 공주》 (1984년)
- 《모두 줄께》 (1985년)
- 《작품장난 로리타. 뒤에서 버진》 (1986년)
- 《공포의 얏상》 (1987년)
- 《야마다 마을 왈츠》 (1988년)
- 《1999년의 여름 방학》 (1988년)
- 《라스트 카바레》 (1988년)
- 《어느쪽으로 하지》 (1989년)
- 《홍콩 파라다이스》 (1990년)
- 《취업전선 이상없다》 (1991년)
- 《깨물어주고 싶어》 (1991년)
- 《네쿠로노미칸》 (1993년)
- 《졸업 여행, 일본에서 왔습니다》 (1993년)
- 《매일이 여름 방학》 (1994년)
- 《가메라 대 괴수 공중 결전》 (1995년)
- 《가메라 2 레기온 내습》 (1996년)
- 《학교의 괴담 3》 (1997년)
- 《F (에프)》 (1998년)
- 《가메라 3 사신 <이리스> 각성》 (1999년)
- 《크로스 파이어》 (2000년)
- 《고질라 모스라 킹기드라 대괴수총진격》 (2001년)
- 《사랑을 노래하면 ♪》 (2002년)
- 《아즈미 2 Death or Love》 (2005년)
- 《데스노트》 (2006년)
- 《데스노트: 라스트 네임》 (2006년)
- 《신의 왼손 악마의 왼손》 (2006년)
- 《프라이드》 (2009년)
- 《바보》 (2010년)
- 《폴 댄싱 보이☆즈》 (2011년)
- 《메사이어》 (2011년)
- 《푸른 하늘 흰 구름》 (2012년)
- 《백년의 시계》 (2012년)
- 《제물의 딜레마 3부작(상·중·하)》 (2013년)
- 《젤리 피쉬》 (2013년)

### TV 애니메이션
- 《우루세이 야츠라》 (1981년 ~ 1982년)
- 《장난 신 이야기 코로코로 포론》 (1982년)
- 《은하 선풍 브라이가》 (1982년)
- 《마법의 천사 쿠리미 마미》 (1983년 ~ 1984년)

### 텔레비전 드라마
- 《더 사무라이》 (1986년, 후지 TV)
- 《스카이 하이 2》 1~2 화 (2004년, TV 아사히)
- 《울트라 Q dark fantasy》 (2004년, 테레비 도쿄)
- 《홀리 랜드》 (2005년, 테레비 도쿄)
- 《울트라 맨 맥스》 (2005년, TBS)
- 《결혼 사기꾼》 (2007년, WOWOW )
- 《히트 메이커 아쿠 유 이야기》 (2008년, NTV)
- 《휴대폰 수사관 7》 (2008년, 테레비 도쿄)
- 《위험 관계》 (2013년, BeeTV)

### PV
- TOKIO "청춘 SEISYuN" (2007년)
- AKB48 "하트·전기" (2013년)